# زاده مه: آخرین امپراطوری
مه زاد : آخرین امپراتوری (انگلیسی: Mistborn: The Final Empire) همچنین به سادگی تحت نام زادۀ مه یا آخرین امپراتوری نیز شناخته می‌شود، یک رمان خیال‌پردازی به قلم نویسندهٔ آمریکایی برندن سندرسون است. این اولین کتاب از سه‌گانهٔ اول سری زاده مه اثر سندرسون است که توسط تور بوکز در ۱۷ ژوئیه ۲۰۰۶، منتشر شد. دنباله‌های آن تحت عنوان چاه معراج در سال ۲۰۰۷ و قهرمان اعصار در سال ۲۰۰۸ منتشر شدند.

## پیرنگ
در دنیایی که خاکستر از آسمان می‌بارد، و مه بر شب غلبه دارد، اهریمنی آن سرزمین را فرا می‌گیرد، و تمام زندگی را خفه می‌کند. آیندهٔ امپراتوری بر شانه‌های فردی دردسرساز، و شاگرد جوانش، سنگینی می‌کند. آیا آن‌ها در کنار یکدیگر می‌توانند بار دیگر به دنیا رنگ بخشند؟ گونهٔ جدیدی از جادو در داستان بی‌نظیر برندون سندرسون از: عشق، فقدان، یأس، و امید، پا به عرصهٔ ظهور می‌گذارد. — از ترجمهٔ فارسی اثر برگردان سمانه امین‌پور